# Capitole de l'État de l'Idaho
Le Capitole de l'État d'Idaho est situé dans la ville de Boise aux États-Unis. Le bâtiment principal actuel a été terminé en 1913. C'est le seul Capitole d'État aux États-Unis à être chauffé par un puits géothermique.
Le premier Capitole de la ville avait été construit en 1886 entre les sixième et septième avenues mais aussi entre les rues Jefferson et State. Quatre ans plus tard en 1890, l'Idaho devint un État américain et le gouvernement de ce nouvel État eut rapidement besoin de plus d'espace ce qui fait que la construction d'un nouveau Capitole fut votée en 1905.